# Campionati europei di atletica leggera indoor 2011 - Staffetta 4×400 metri maschile
La gara si è svolta il 6 marzo 2011.

## Podio
| #       | Nazione       | Tempo   | Note             |
| ------- | ------------- | ------- | ---------------- |
| Oro     | Francia       | 3'06"17 | Record nazionale |
| Argento | Gran Bretagna | 3'06"46 |                  |
| Bronzo  | Belgio        | 3'06"57 | Record nazionale |

## Record
Prima di questa competizione, il record del mondo (RM), il record europeo (EU) ed il record dei campionati (RC) sono i seguenti:
| Record                | Prestazione | Atleta      | Data                            | Competizione                                        |
| --------------------- | ----------- | ----------- | ------------------------------- | --------------------------------------------------- |
| Record mondiale       | 3'02"83     | Stati Uniti | 7 marzo 1999 Maebashi, Giappone | Campionati mondiali di atletica leggera indoor 1999 |
| Record europeo        | 3'03"01     | Polonia     | 7 marzo 1999 Maebashi, Giappone | Campionati mondiali di atletica leggera indoor 1999 |
| Record dei campionati | 3'05"50     | Polonia     | 3 marzo 2002 Vienna, Austria    | Campionati europei di atletica leggera indoor 2002  |

## Risultati
| Pos. | Corsia | Nazione                                                                      | Reazione | Tempo   | Note             |
| ---- | ------ | ---------------------------------------------------------------------------- | -------- | ------- | ---------------- |
| 1    | 4      | Francia Marc Macédot Leslie Djhone Mamoudou Hanne Yoann Décimus              | 0.475    | 3'06"17 | Record nazionale |
| 2    | 5      | Gran Bretagna Nigel Levine Nick Leavey Richard Strachan Richard Buck         | 0.180    | 3'06"46 |                  |
| 3    | 6      | Belgio Jonathan Borlée Antoine Gillet Nils Duerinck Kévin Borlée             | 0.221    | 3'06"57 | Record nazionale |
| dq   | 1      | Russia Dmitrij Burjak Pavel Trenichin Sergej Petuchov Denis Alekseev         | 0.185    | 3'06"99 | dq               |
| 5    | 3      | Polonia Mateusz Fórmański Marcin Marciniszyn Łukasz Krawczuk Jakub Krzewina  | 0.225    | 3'09"31 |                  |
| 6    | 2      | Paesi Bassi Joeri Moerman Youssef El Rhalfioui Bjorn Blauwhof Daniël Franken | 0.243    | SQ      |                  |